# Laske (Ralbitz-Rosenthal)

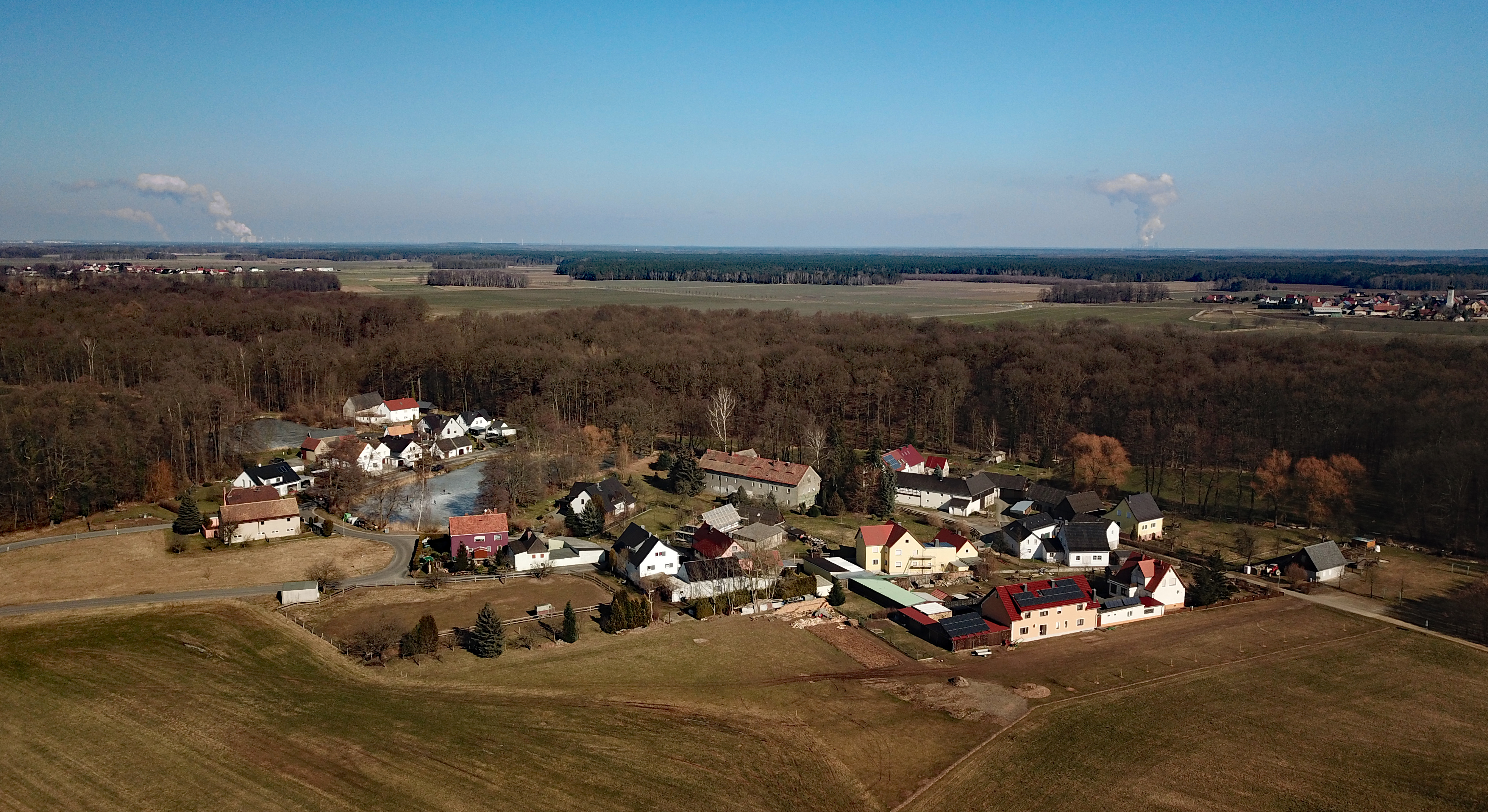
Luftbild

Laske, obersorbisch Łazkⓘ, ist ein Ort im Zentrum des Landkreises Bautzen in Ostsachsen und gehört seit 1994 zur Gemeinde Ralbitz-Rosenthal. Der Ort liegt in der Oberlausitz und zählt zum Kernsiedlungsgebiet der Sorben. Die Mehrzahl der Einwohner spricht Sorbisch als Muttersprache.

## Geografie
Der Ort befindet sich etwa zehn Kilometer östlich von Kamenz und 20 Kilometer nordwestlich von Bautzen in der Aue des Klosterwassers auf der linken Seite des Flüsschens und zählt zu Delany, dem „Niederland“ der ehemaligen Mariensterner Klosterpflege. Der in direkter Nachbarschaft zum Ort befindliche Lasker Auenwald stellt den letzten weitgehend naturbelassenen Abschnitt der Flussauenlandschaft dar und steht daher unter Naturschutz.
Siedlungshistorisch ist Laske ein Rundweiler. Die Nachbarorte sind Schönau im Norden, Ralbitz hinter dem Auwald im Osten, Rosenthal im Süden und Schmerlitz im Westen.

## Geschichte

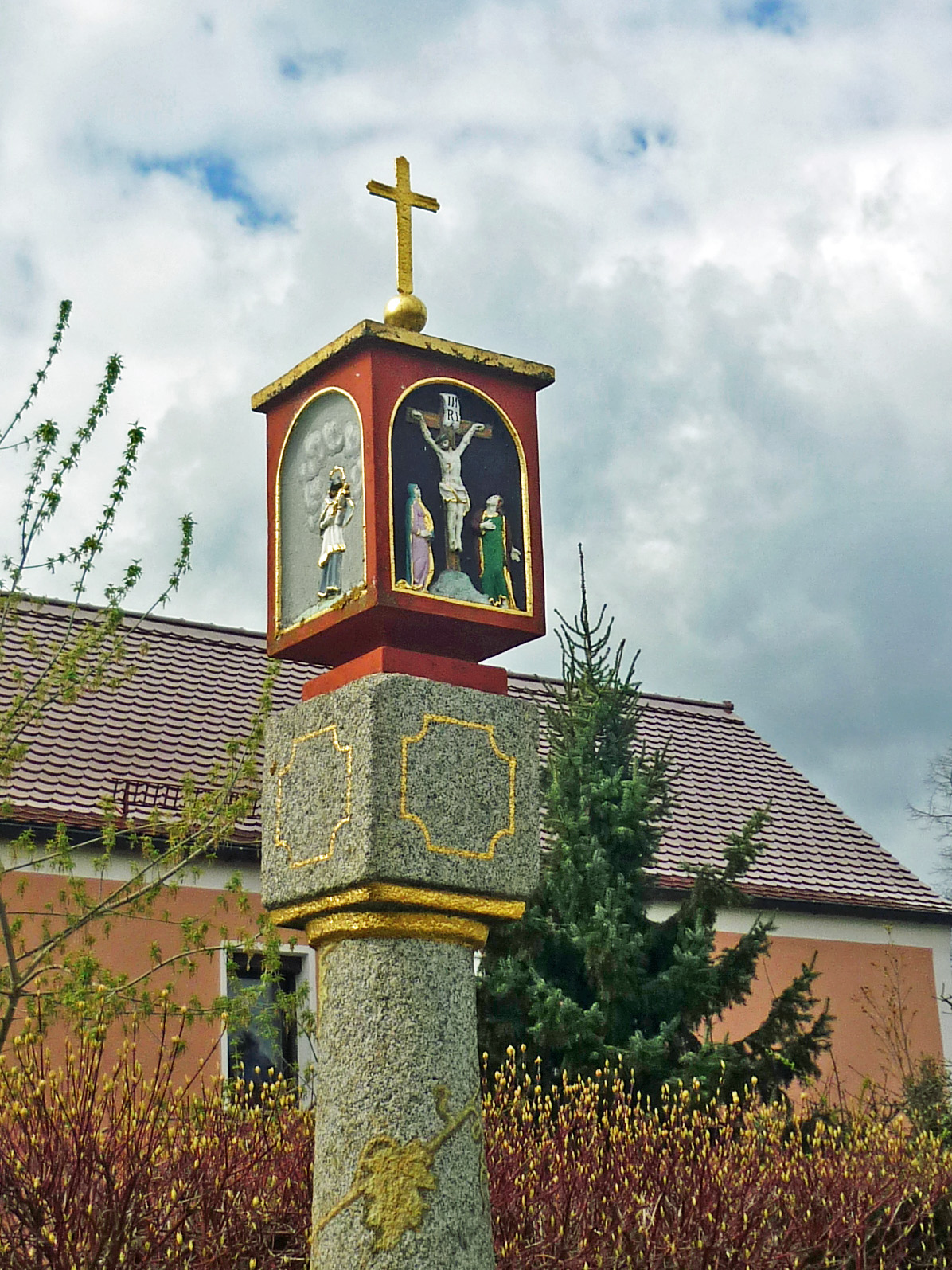
Bildstock in Laske

Laske wird erstmals 1417 urkundlich erwähnt, und zwar bereits damals unter seinem heutigen Namen. Weitere verzeichnete deutsche Namensformen waren Lasska (1538) und Loßke (1721). Seit 1568 ist ein in Laske ansässiges Rittergut verzeichnet, welches auch die Grundherrschaft im nach Crostwitz gepfarrten Ort ausübt, diese jedoch 1616 an das Kloster St. Marienstern abgibt und fortan diesem als Vorwerk dient. 1716 kommt Laske zur Ralbitzer Kirchgemeinde.
Am 1. Januar 1957 wurde Laske zunächst nach Schmerlitz eingemeindet. Als Teil der Gemeinde Schmerlitz wurde Laske zunächst zum 1. Januar 1974 nach Rosenthal und schließlich zum 1. Januar 1994 nach Ralbitz-Rosenthal eingemeindet.
Der Dresdner Maler Fritz Tröger (1894–1978) hatte hier seit 1936 seine „zweite Heimat“ und ein Landatelier.

## Bevölkerung und Sprache
Für seine Statistik über die sorbische Bevölkerung in der Oberlausitz ermittelte Arnošt Muka in den achtziger Jahren des 19. Jahrhunderts eine Bevölkerungszahl von 74; darunter ausnahmslos Sorben. Ernst Tschernik zählte 1956 in der Gemeinde Laske einen sorbischsprachigen Bevölkerungsanteil von noch 89,3 %. Bis heute ist Sorbisch die vorherrschende Alltagssprache im Ort.
Die Bevölkerungszahl blieb im Laufe des 19. und 20. Jahrhunderts weitgehend stabil und pendelte zwischen 60 und 80. Im Jahre 1994 erreichte sie mit 94 Einwohnern einen Höchststand, ist seitdem jedoch im Zuge der allgemeinen demografischen Entwicklung leicht gesunken.
Die gläubigen Einwohner sind zum größten Teil römisch-katholisch nach Ralbitz gepfarrt, der kleine evangelische Anteil zählt zur Kirchgemeinde Schmeckwitz.